# Dildo
För andra betydelser, se Dildo (olika betydelser).

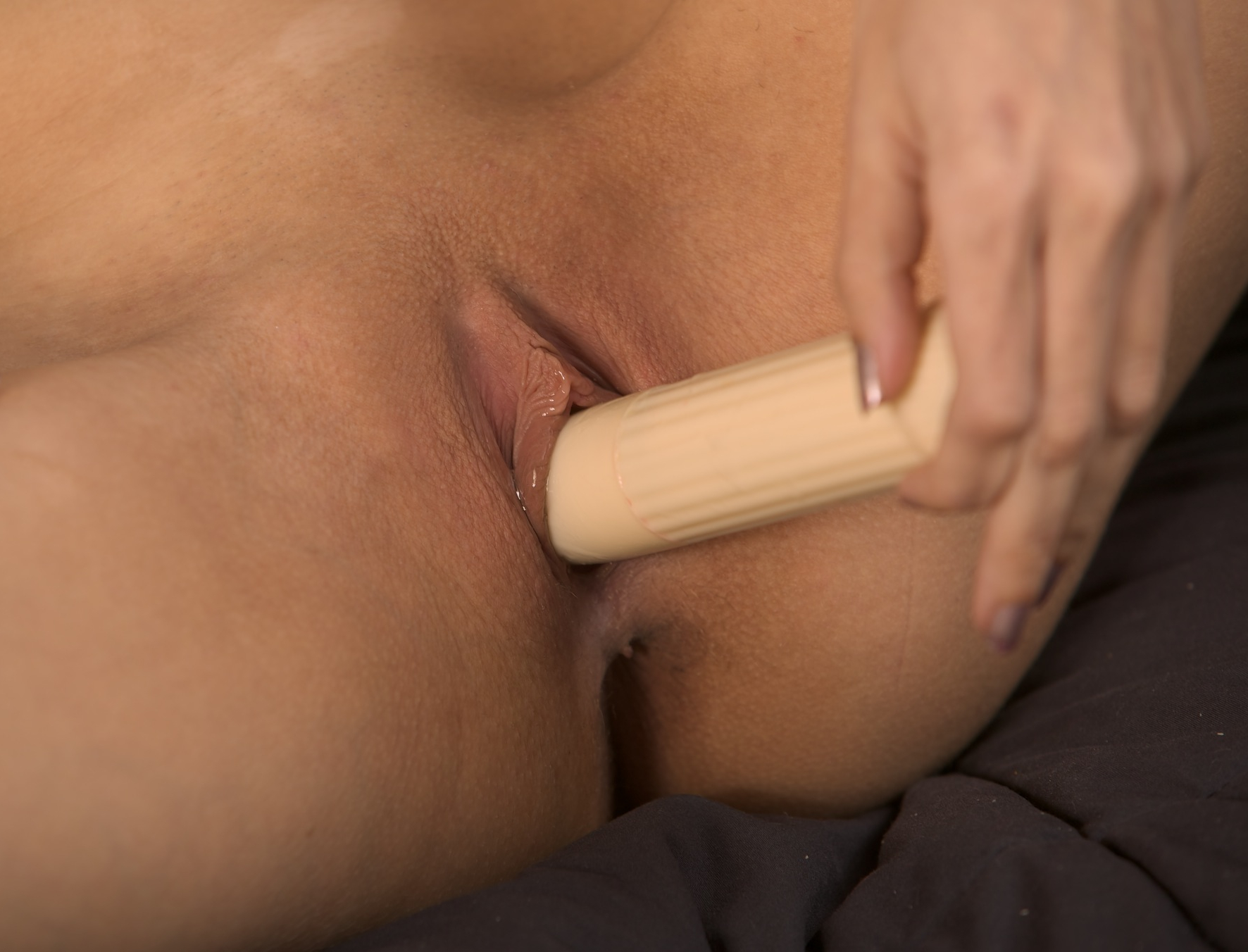
Kvinna med dildo insatt i hennes slida.

En dildo är en penisattrapp som kan användas både för vaginal och anal onani. Den är vanligen tillverkad av plast, latex eller silikon. Dildoar kan ha stora fetischistiska värden för enskilda eller par och kan i förspelet föras över huden. Om storleken är rätt kan de även användas för artificiell fellatio.
Det finns också krökta dildoar särskilt avsedda för stimulering av G-punkten.

## Material, storlek och form
Tidiga dildoar var gjorda av sten, trä eller keramik. Under 1940-talet kom en variant av gummi med en stålfjäder inuti. Mer moderna material som PVC och jelly är styvare. De innehåller dock mjukgörare, ftalater, varför det befaras att de innebär en hälsorisk.[källa behövs] Det finns även dildoar utan mjukgörare.
Dildoar av silikon kan vara dyrare men är mer hygieniska, då materialet är fritt från porer och kan både frysas och kokas.
Det finns även dildoar av rostfritt stål som av vissa uppskattas för sin tyngd eller möjligheten att värmas eller kylas. Dessa är även lämpliga för elektrostimulation. Även dildoar av glas förekommer, ofta i fantasifulla former.
Storleken på en dildo kan variera kraftigt beroende på användningsområde och material. En studie visar på att medelstorleken för den användbara eller införbara delen av en dildo är cirka 21% längre i jämförelse med medelstorleken hos en penis i erigerat tillstånd, medan medelomkrets är nästintill densamma.
Formen på en dildo kan variera, från att vara realistisk och penisliknande med eller utan pung till att vara skapt i olika fantasifulla former.
Specialvarianter som är vanliga är analplugg, dubbeldildo – som kan användas av två personer samtidigt – och strap-on-dildon. Den senare monteras i ett speciellt bälte som därefter möjliggör penetration av sin partner för vaginal eller anal stimulans. Denna typ av dildo kan även sättas fast på låret. Det finns även dildoar som fäster mot blanka ytor tack vare en sugkopp i bakänden.
Dildoar avsedda för anal stimulans finns även de i olika utföranden. För att anses vara säker för anal stimulans så ska en dildo ha ett betydligt större omfång i bakänden eller ha ett tydligt stopp för att undvika att dildon åker in och fastnar i rektum.

## Historia

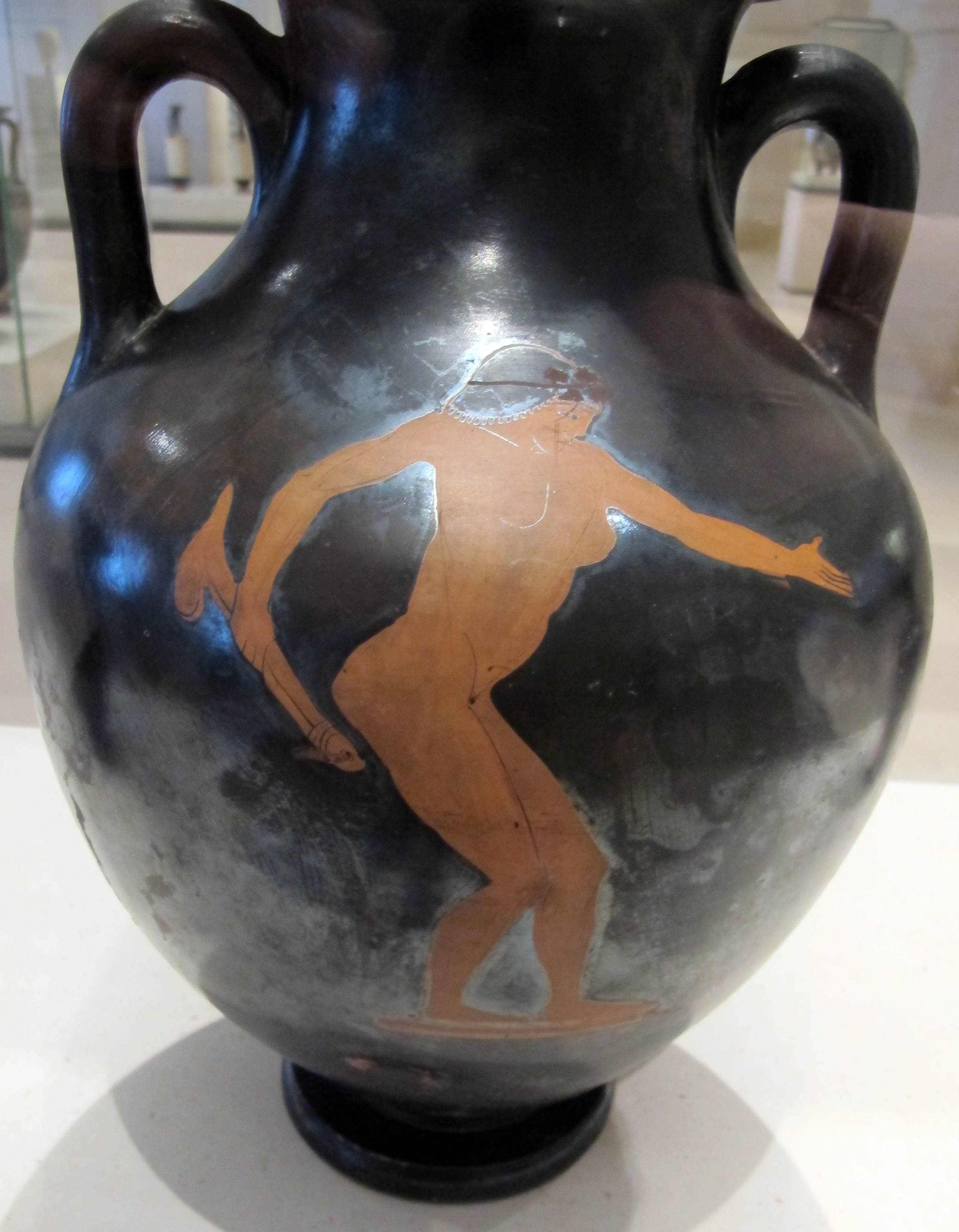
En kvinna med en dildo på en grekisk amfora från cirka 490 f.Kr.

Föremål som hittats från senpaleolitikum, som har sagts vara batonger, har på senare tid ansetts med stor sannolikhet ha använts för sexuell njutning . Tveksamhet finns dock hos arkeologer att erkänna dessa föremål som sexleksaker. Det är sannolikt att de har använts av kvinnor när männen var ute på jakt . Det finns illustrationer av en dubbeländad trädildo från Zanzibar från sent 1800-tal.